# Ozoir-la-Ferrière
Ozoir-la-Ferrière é uma comuna francesa localizada na região administrativa da Île-de-France, no departamento Sena e Marne. A comuna possui 20 196 habitantes segundo o censo de 2014.

## História
No bosque de Monthéty ou Monthély, (na época no território da paróquia de Lésigny), Maurice de Sully, bispo de Paris, criou em 1167 a Abadia de Monthéty. Sua existência foi efêmera: algumas décadas mais tarde ela havia desaparecido; suas terras e propriedades, bem como a gestão espiritual e temporal da capela dedicada à Virgem Maria, pertenciam à abadia de Hyverneau ou Hiverneau, nas proximidades.
A busca do culto nesta capela de Monthéty criou gradualmente uma peregrinação. Posteriormente, devido ao grande número de fiéis atraídos para a área, a pedido do religioso de Hivernaux, abadia vizinha, hoje destruída, uma feira foi instalada em 1512. Esta considerável feira de gado é realizada em 19 de setembro e dura dois dias. Vai durar até o século XX, a feira de gado sendo gradativamente completada por uma feira de diversões e popular. Objeto de litígio entre as comunas de Lésigny e Ozoir-la-Ferrière, a gestão da feira coube a estes últimos.
No século XX, La Monthéty se tornou uma feira de diversões simples, grande, mas muito famosa; na década de 1930, ela foi transferida para o outro lado da RN 4 e depois desapareceu cerca de dez anos após a Segunda Guerra Mundial.
“La Monthéty” permanece na memória popular, nos escritos de historiadores locais. O local, abandonado, foi anteriormente desfigurado por um aterro, o local do antigo campo de feiras ainda é visível, bem como a antiga estrada que conduz a Lésigny, ladeada por árvores centenárias.
Em 1982, a cidade é palco de assassinatos: um pervertido sexual, Serge Leclerc, chamado de "o monstro de Ozoir-la-Ferrière" ou o "assassino com o ferrolho" comete uma série de assassinatos.

## Geminação
A cidade foi geminada com Swords (Irlanda) desde 1991 e com Esposende (Portugal) desde 1997.
A comuna patrocina a cidade de Rebkong (Tibete) desde 2017.